# Ishikawajima-Harima F3
F3 là loại động cơ máy bay tuốc bin phản lực cánh quạt do tập đoàn công nghiệp nặng Ishikawajima-Harima tại Nhật Bản phát triển cho các máy bay huấn luyện Kawasaki T-4. Việc phát triển động cơ này được tiến hành từ cuối những năm 1970 và mẫu thử nghiệm được chế tạo từ năm 1981 và bay thử lần đầu tiên vào năm 1985.
Việc phát triển động cơ này được tiến hành năm 1968 với ý định dùng các kỹ thuật hàng không trước đó để phát triển những kỹ thuật mới làm nền tảng cho việc chế tạo các động cơ phản lực nhỏ có thể dùng cho các loại máy bay không người lái dự tính phát triển sau này. Việc phát triển này đã tạo ra một loại động cơ tuốc bin cánh quạt đẩy có hệ số hai viền khí thấp và kích thước nhỏ được thấy thích hợp cho các loại máy bay huấn luyện dưới âm. Vì thế loại động cơ này đã được chọn để trang bị cho các máy bay huấn luyện Kawasaki T-4 của Nhật Bản năm 1982 và sau đó tiến hành sản xuất lớn năm 1985, nó vẫn được tiếp tục phát triển để hoàn thiện hơn.

## Biến thể
- XF3-1: Mẫu thử nghiệm ban đầu được chế tạo để nắm bắt các kỹ thuật cơ bản của dòng động cơ này nó có hệ số hai viền khí là 1,9:1.
- XF3-20: Mẫu phát triển từ XF3-1 nhưng kích thước nhỏ và nhẹ hơn, công suất cao hơn giảm hệ số hai viền khí xuống còn 0,9:1.
- F3-30: Mẫu nâng cấp của XF3-20 dùng làm nguyên mẫu bay thử nghiệm có tên XT-4. Sau đó đã được thông qua để chế tạo với tên F3-IHI-30.
- F3-IHI-30B: Mẫu sử dụng công nghệ vật liệu mới với độ tin cậy cao hơn.
- F3-IHI-30C: Mẫu gắn thêm hệ thống điều khiển hoàn toàn bằng điện tử.
- XF3-400: Mẫu nâng cấp có công suất cao hơn đến mức 20,6 kN và có khả năng đốt sau để máy bay có thể đạt vận tốc siêu âm cũng như hệ thống đẩy vectơ để có độ cơ động cao hơn. Động cơ là mẫu phát triển thành XF5-1 dự tính thử nghiệm trên các chiếc Mitsubishi ATD-X thế hệ thứ năm mà Nhật Bản đang phát triển.